# Buchwaldoboletus lignicola
Bolet lignicole
Espèce
Statut de conservation UICN

 LC  : Préoccupation mineure
Buchwaldoboletus lignicola, le Bolet lignicole, est une espèce rare de champignon (Fungi) basidiomycète du genre Buchwaldoboletus dans la famille des Boletaceae, qui a la particularité de pousser sur bois en relation avec Phaeolus Shweinitzii. Il est aussi caractérisé par son hyménophore jaunâtre bleuissant souvent décurrent et sa chair légèrement bleuissante à la coupe.

## Taxonomie

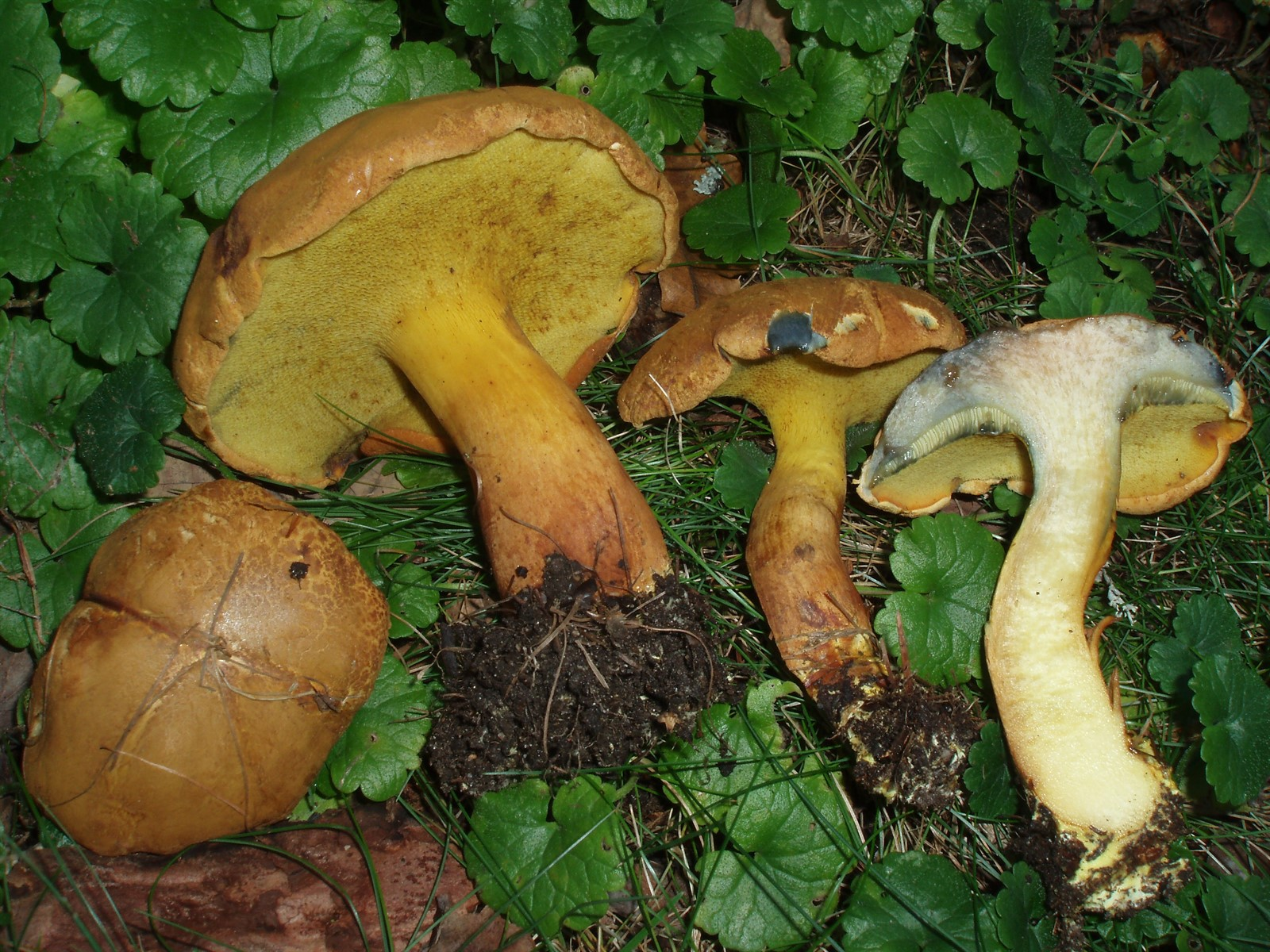
Collection de sporophores de B. lignicola en Norvège.

Le nom correct complet (avec auteur) de ce taxon est Buchwaldoboletus lignicola (Kallenb.) Pilát, 1969.
L'espèce a été initialement classée dans le genre Boletus sous le basionyme Boletus lignicola Kallenb., 1929.

### Synonymes
Buchwaldoboletus lignicola a pour synonymes :
- Boletus lignicola Kallenb., 1929
- Gyrodon lignicola (Kallenb.) Heinem., 1951
- Phlebopus lignicola (Kallenb.) M.M. Moser ex Groves, 1962
- Pulveroboletus lignicola (Kallenb.) E.A. Dick & Snell, 1965
- Xerocomus lignicola (Kallenb.) Singer, 1942

### Phylogénie
Décrite à l'origine par Franz Joseph Kallenbach en 1929 sous le nom de Boletus lignicola, l'espèce a reçu son nom actuel du mycologue Albert Pilát en 1969, qui l'a d'abord placée dans le genre Pulveroboletus avant d'ériger le nouveau genre Buchwaldoboletus en raison de sa présence sur le bois (plutôt que dans le sol), de ses pores décurrents et arqués, du mycélium jaune à la base du stipe et du bleuissement de la chair.

### Étymologie
L'épithète spécifique lignicola fait référence à la particularité de ce bolet de pousser sur du bois.

### Noms vulgaires et vernaculaires
Ce taxon porte en français le nom vernaculaire ou normalisé suivant : bolet lignicole.

## Description du sporophore
Les bolets sont des champignons dont l’hyménophore, constitué de tubes et terminés par des pores, se sépare facilement de la chair du chapeau. Ce chapeau d'abord rond, recouvert d'une cuticule, devient convexe à mesure qu’il vieillit. Ils ont un pied (stipe) central assez épais et une chair compacte. Les caractéristiques morphologiques de B. lignicola sont les suivantes :
Son chapeau est velouté, de couleur fauve, brun jaune, orangé à olivâtre, brun rouge à brun rougeâtre.
L'hyménophore présente des pores décurrents, de couleur jaune vif, verdissant puis bleuissant et noircissant au toucher.
Son stipe est subconcolore au chapeau avec le sommet jaune vif.
La chair est crème jaunâtre dans le chapeau et un peu bleuissante, jaune vif à la base du stipe à la coupe. Sa saveur est douce ou amère/piquante. Son mycélium est jaune.

### Caractéristiques microscopiques
Ses spores mesurent 6-10 x 3-4,5 µm.

## Galerie

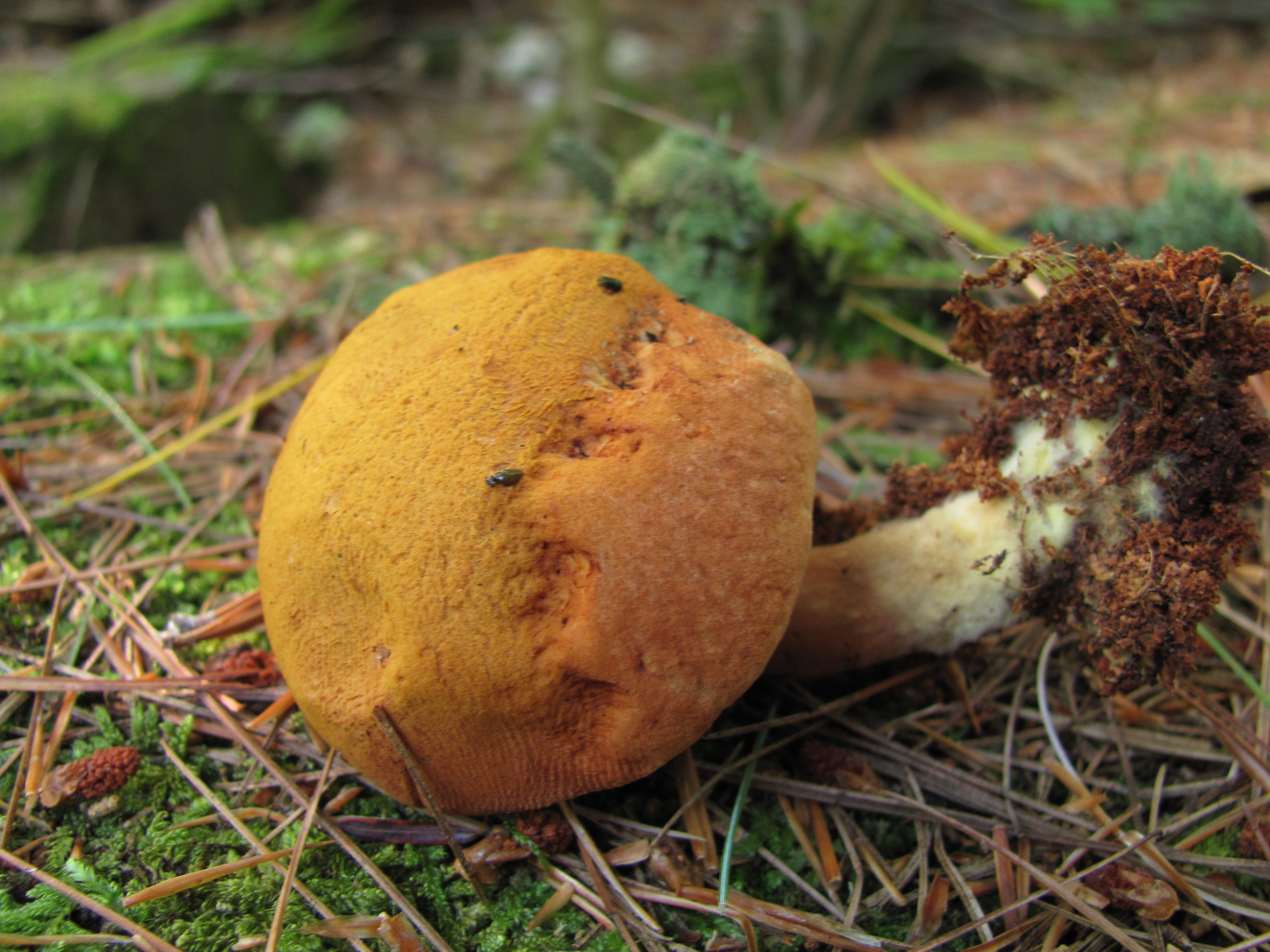
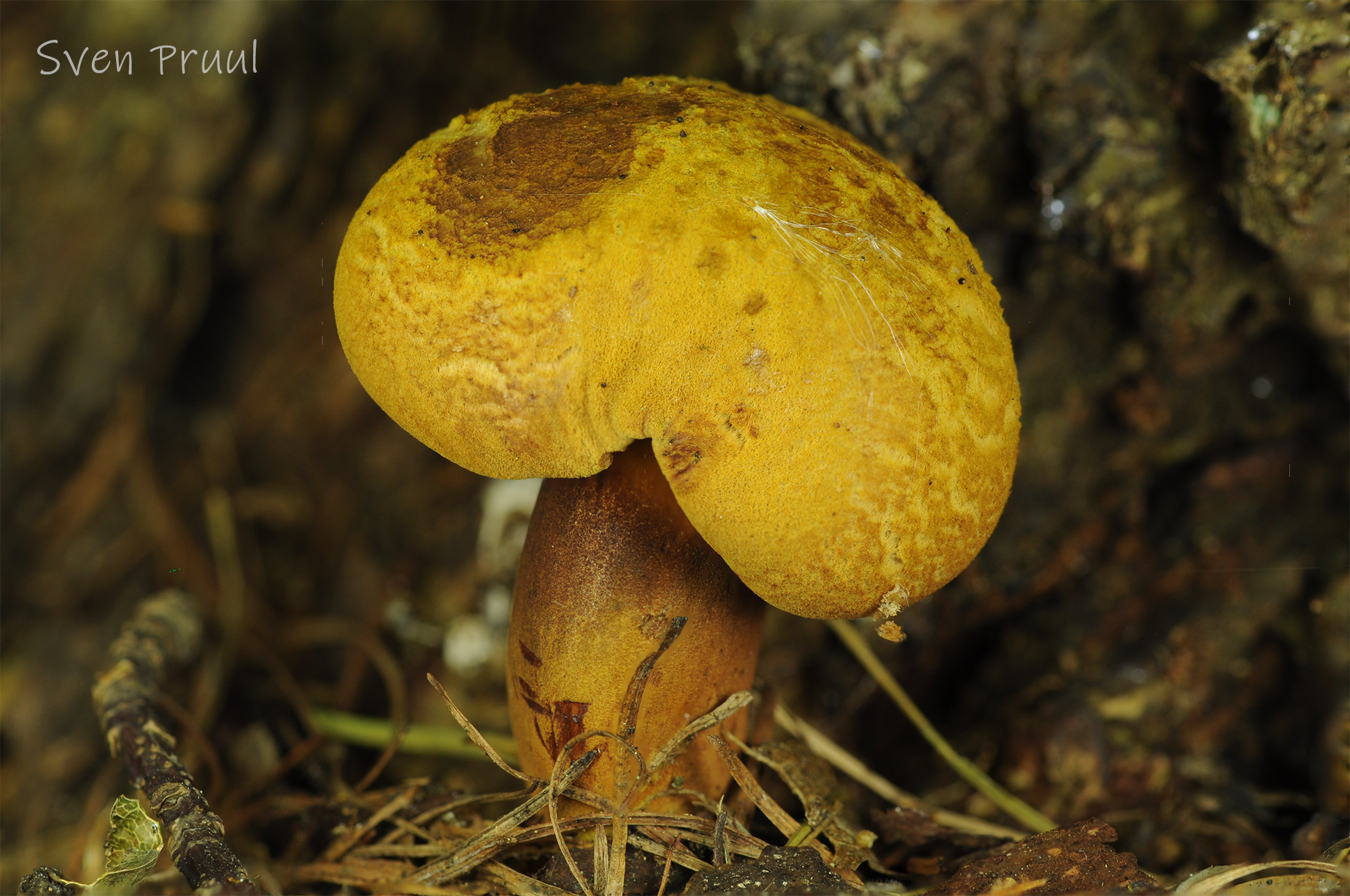
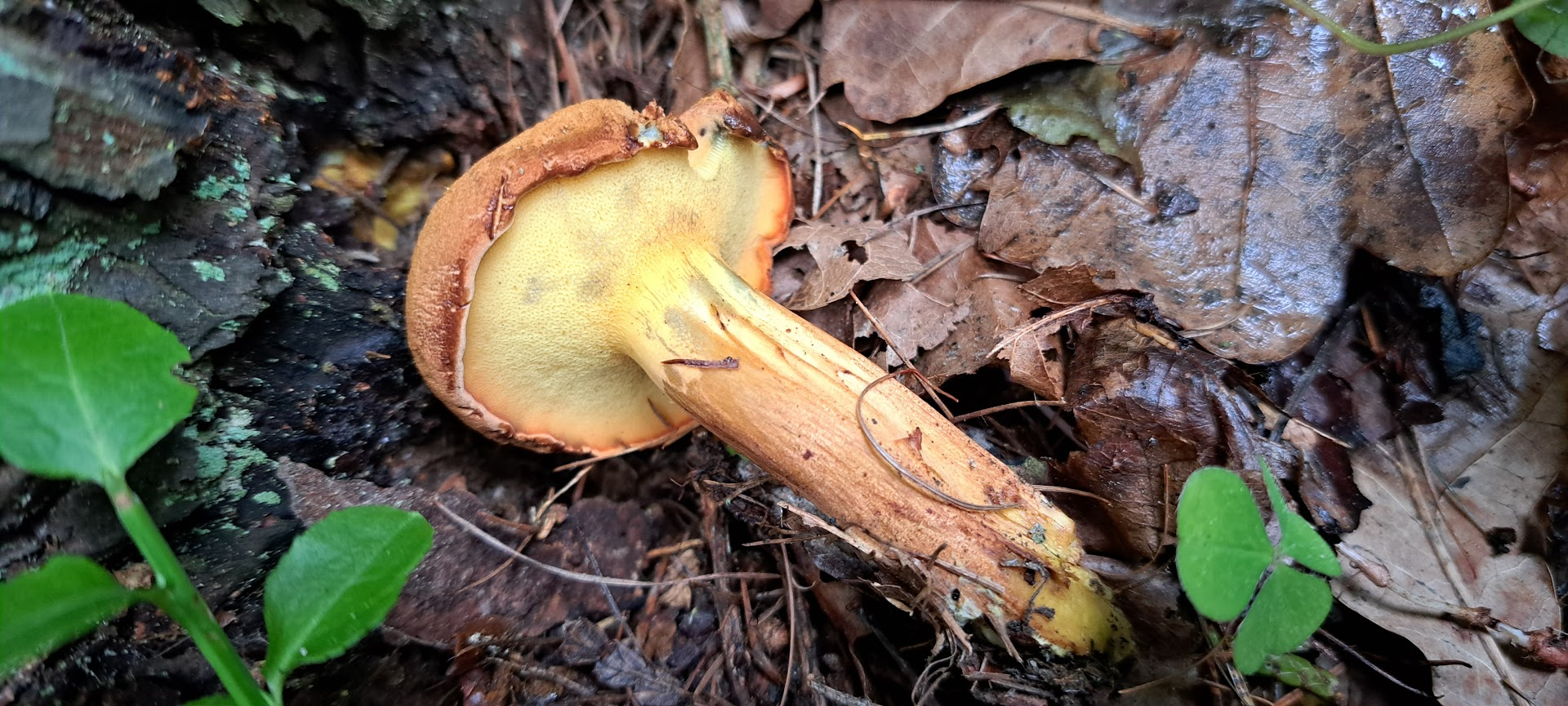
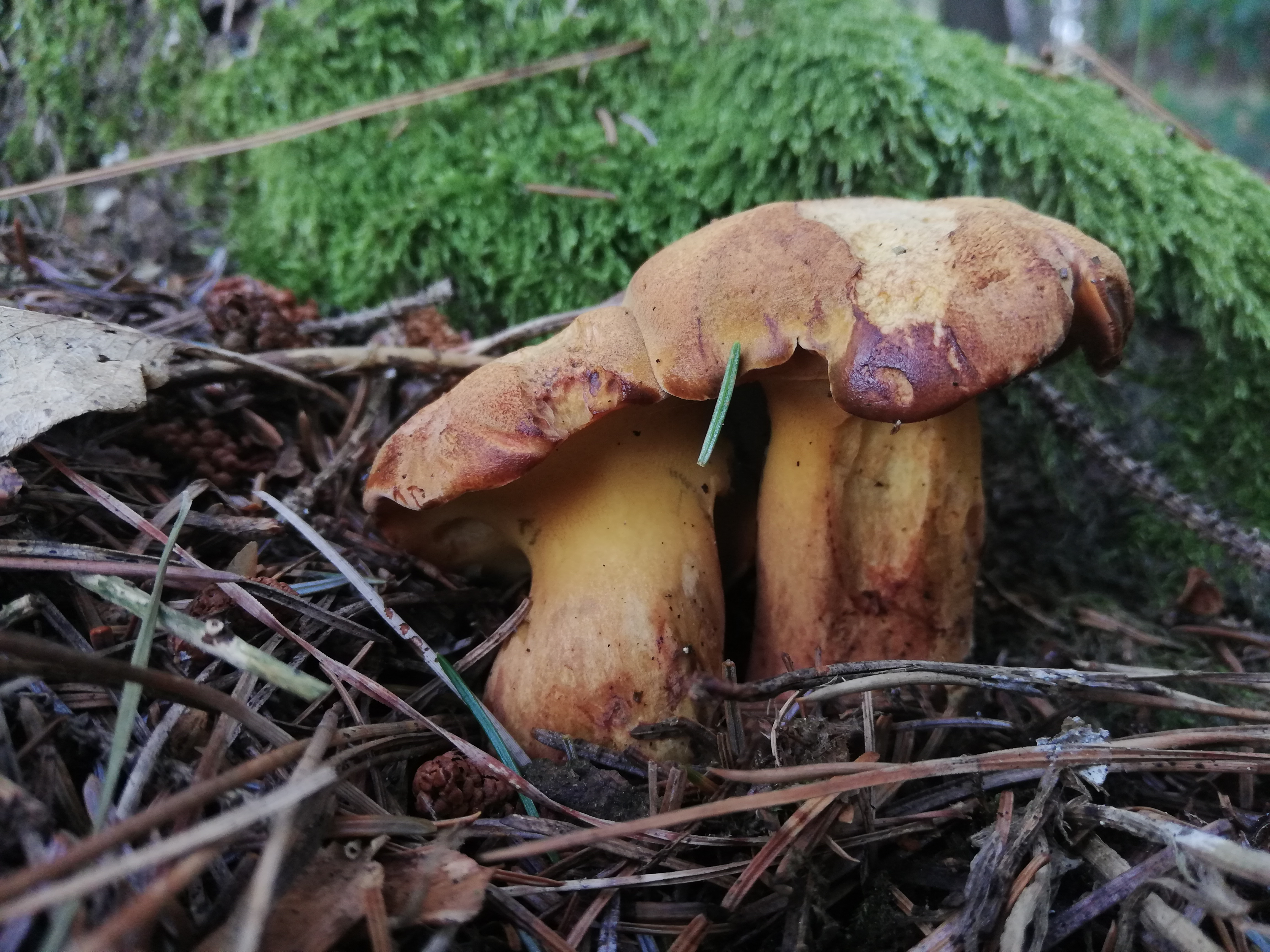
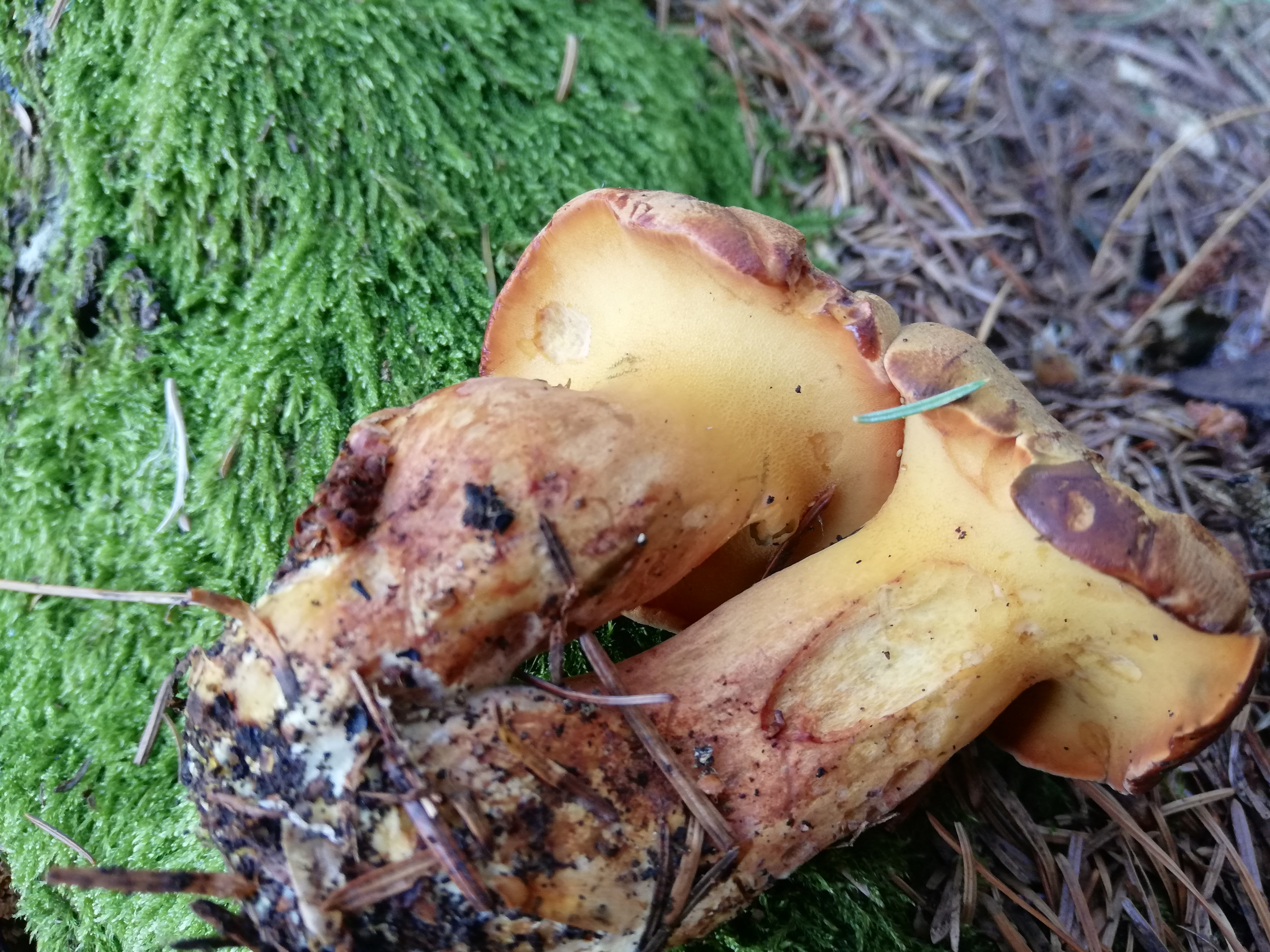
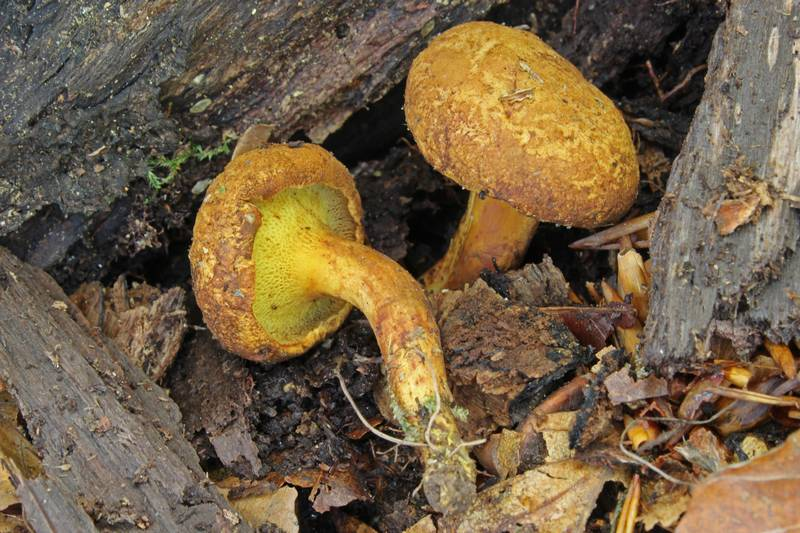
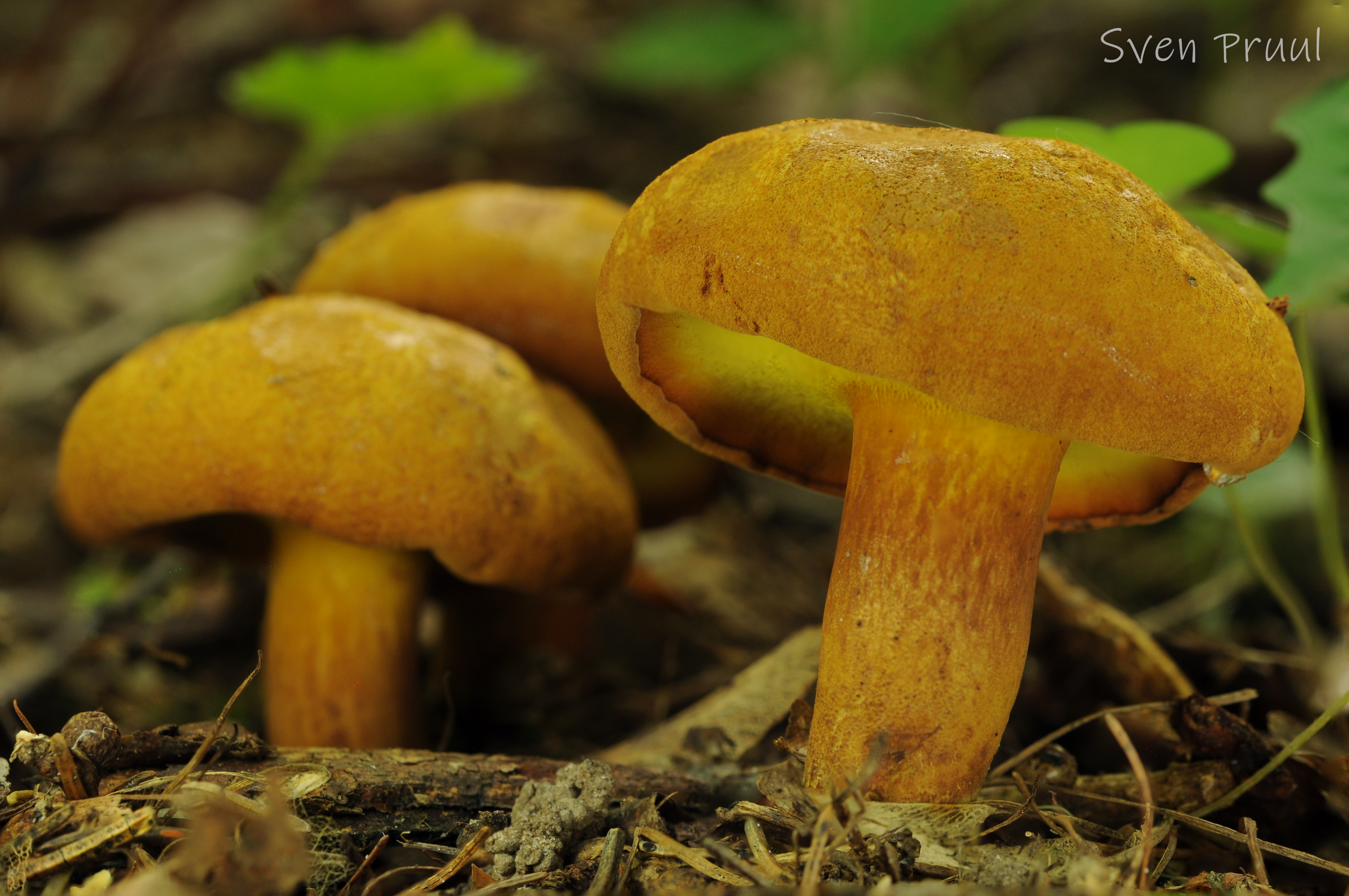
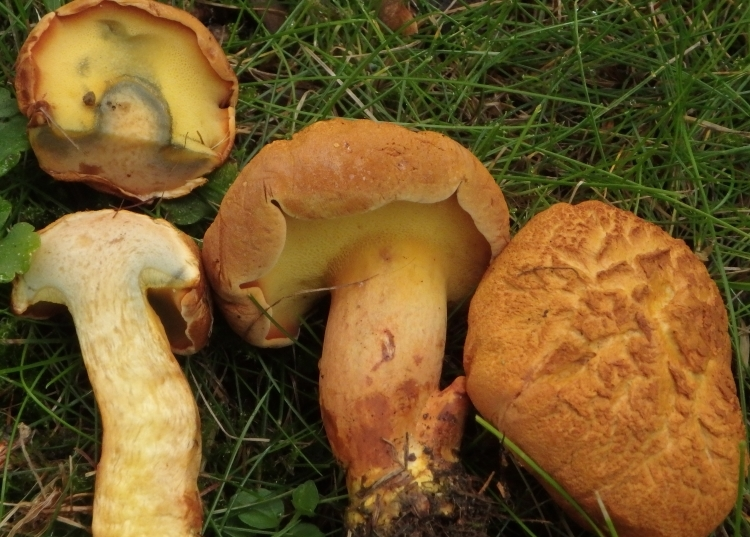

## Habitat et distribution
Contrairement à la plupart des bolets, il n'est pas mycorhizien, Il s'agit un champignon saprophyte et parasite, venant sur troncs et souches de conifères pourris, rarement sous feuillus (connus sur Prunus avium, merisier). En relation avec Phaeolus schweinitzii qu'il parasite. Il pousse généralement sur du bois grossièrement décomposé de Pinaceae (Pinus sylvestris, P. pinaster, P. strobus, P. nigra, Larix decidua, Pseudotsuga menziesii, Picea abies) colonisé par Phaeolus schweinitzii (Fr.) Pat. qui est un champignon parasite agent de la pourriture brune assez rare, provoquant la mort de l'arbre, où il se développe ensuite en tant que saprotrophe (Kuthan et Sedivy, 1971). Il habite principalement des arbres matures dans des forêts de pins pauvres ou des forêts mixtes avec des pins. L'espèce est probablement associée au climat doux de la région tempérée, avec quelques signalements dans le nord influencés par le climat océanique plus doux (Funga Nordica 2012).
Le Bolet lignicole est une espèce holarctique rare, répandue en Eurasie et en Amérique du Nord. Elle est recensée dans 26 pays, rare dans toute l'aire de répartition où elle est connue. En général, il n'y a que quelques signalements dans chaque pays, à l'exception du Royaume-Uni où il y a 54 signalements, néanmoins, il y a été évalué comme Vulnérable en raison de sa très petite population (Ainsworth et al. 2013). Ce taxon se rencontre dans les pays suivants : Allemagne, Autriche, Bulgarie, Chine, Croatie, Danemark, Espagne, Estonie, Finlande, France, Irlande, Israël, Italie, Monténégro, Norvège, Népal, Pays-Bas, Pologne, Roumanie, Royaume-Uni, Russie, Slovaquie, Suisse, Suède, Tchéquie, États-Unis.

## Statut de conservation

### Mondial
La liste rouge de The Global Fungal Red List Initiative classe B. lignicola dans la catégorie VU (Vulnérable) au niveau mondial.
La principale menace du Bolet lignicole est la déforestation des vieilles forêts de conifères, en particulier si le défrichement des vieilles souches a lieu. Les incendies de forêt peuvent potentiellement nuire aux localités existantes. L'habitat des vieilles forêts de pins a considérablement décliné au cours du siècle dernier dans toute l'Europe. Par exemple, ce type d'habitat est évalué comme figurant sur la liste rouge nationale en Autriche (Essl et Egger 2010) et est documenté comme ayant considérablement décliné en Suède (Svensson et al. 2019). Le déclin de l'habitat est soupçonné d'être en cours.

#### Régional
- Alsace : classement de cette espèce en catégorie EN (En danger) au niveau régional[7].
- Franche-Comté : classement de cette espèce en catégorie CR (En danger critique) au niveau régional[8].

## Comestibilité
Les espèces appartenant au genre Buchwaldoboletus sont rares et l'on ne connaît ni consommation traditionnelle ni effets toxiques résultant d'une consommation occasionnelle, de sorte que l'on manque d'éléments pour évaluer le degré de sécurité alimentaire. Les Buchwaldoboletus sont considérés comme comestibles dans certains textes (Alessio 1985 ; Merlo & al. 1980). D'une manière générale, concernant leur comestibilité, ils doivent être considérés comme des espèces sans interêt alimentaire .

## Confusions possibles
- Le Bolet livide (Gyrodon lividus) lui ressemble avec ses pores décurrents mais il ne pousse pas sur bois, il pousse sous les aulnes et son chapeau est blanchâtre. Sans interêt alimentaire.
- Le Bolet soufré (Buchwaldoboletus sphaerocephalus), est une autre espèce saprophyte du genre (des récoltes Européennes sont parfois rapportées à Buchwaldoboletus hemichrysus[10], qui est une espèce uniquement Nord-Américaine. Ces récoltes doivent se rapporter à Buchwaldoboletus sphaerocephalus[11]), qui s’en distingue par sa taille nettement supérieure, son grand chapeau longtemps hémisphérique avec des couleurs crème jaunâtre et des pores non décurrents[3]. Sans interêt alimentaire.
- Le Bolet de Pontevedra (Buchwaldoboletus pontevedrensis), également en relation avec Phaeolus schweinitzii, a le chapeau de plus grande taille, un stipe attenué à radicant, des spores mesurant 9,3 x 3,8 μm et des cystides versiformes[4]. Il n'a été pour l'instant retrouvé que dans la commune de Pontevedra en Espagne[12]. Sans interêt alimentaire.